# Oconto (Nebraska)
Oconto é uma vila localizada no estado americano de Nebraska, no Condado de Custer.

## Demografia
Segundo o censo americano de 2000, a sua população era de 141 habitantes.
Em 2006, foi estimada uma população de 136, um decréscimo de 5 (-3.5%).

## Geografia
De acordo com o United States Census Bureau, a localidade tem uma área de 0,5 km², sem área coberta por água. Oconto localiza-se a aproximadamente 808 m acima do nível do mar.

## Localidades na vizinhança
O diagrama seguinte representa as localidades num raio de 32 km ao redor de Oconto.